# Enzo Tarquinio
Enzo Tarquinio (Cremona, 21 maggio 1911 – Cremona, 20 ottobre 1985) è stato un pittore, decoratore e restauratore italiano.

## Biografia

### Infanzia e gioventù
I genitori, Giovanna Orlando (1885-1958) e Tito (1872-1936), si stabiliscono a Cremona nel 1910, provenienti da Udine. Enzo è il secondogenito, in seguito nasceranno quattro sorelle e l’ultimo fratello, Sergio (1925), sarà anch’egli un pittore.
Il padre apre a Cremona un’attività commerciale, poi fallita nei primi anni trenta e nel tempo libero coltiva la passione per la pittura. Anche Enzo, fin da piccolo, ama il disegno e una volta terminati gli studi per l’avviamento professionale all’Istituto “Ala Ponzone” a quindici anni, inizia a lavorare come aiuto-decoratore nell’impresa Guarneri e in seguito alla Cooperativa Pittori e Decoratori.
Nel frattempo frequenta per sei anni i corsi di pittura decorativa e restauro artistico all’Istituto “Ala Ponzone” e si appassiona alla pittura e alla storia dell’arte rinascimentale. Svolge il servizio militare nel 1934 e in seguito lavora con il decoratore Eugenio Ferrari, mettendosi in proprio nel 1938.

### Il periodo militare
Enzo Tarquinio è chiamato alle armi nel corpo di artiglieria e, viste le attitudini, assegnato al reggimento con il compito di osservatore avanzato, fotografo e disegnatore con il grado di tenente.
Il suo compito è quello di indagare e disegnare le caratteristiche idrografiche e geografiche delle zone di operazione. È inviato dapprima in Jugoslavia e Grecia e successivamente in Russia dove rimane ferito non gravemente e conseguentemente rimandato a Cremona per le cure necessarie. Una volta ristabilito è riassegnato al reggimento di Piacenza e successivamente trasferito in Sicilia, a Licata. Il 10 luglio 1943 è fatto prigioniero dagli americani, sbarcati al seguito dell’operazione Husky.
Successivamente è internato in un campo come prigioniero di guerra in Marocco, dove soffre una dura prigionia fino ad ottobre e in seguito è trasferito, via nave e treno, a Douglas nel Wyoming, presso il locale campo di prigionia che ospita prigionieri italiani e in seguito anche tedeschi.
Rimane nel campo prigionia lavorando e dipingendo le pareti del Circolo degli Ufficiali con altri due prigionieri italiani di cui non si conoscono i nomi ma solamente le iniziali: L. De Rossi e V. Finotti.
Il fatto di essere un pittore gli porta molti consensi all’interno del campo, molta ammirazione e rispetto anche da parte degli ufficiali che gli riservano un più trattamento più che buono. Esegue diversi ritratti sia di ufficiali sia di abitanti del luogo.  In seguito Enzo Tarquinio è trasferito nell’unità di servizio italiana al Camp Belle Mead (Hillsborough, New Jersey) e poi rimpatriato via nave con partenza dal porto di Wilmington, (Delaware).
Terminata la guerra i prigionieri di Camp Douglas sono tutti rilasciati tra il mese di novembre 1945 e la fine di gennaio 1946. Il primo di febbraio il campo è dichiarato ufficialmente chiuso e nel 2015 il Circolo degli Ufficiali diventa un sito storico statale del Wyoming.
Il viaggio di ritorno di Tarquinio si conclude il 2 novembre 1945 con lo sbarco dalla nave nel porto di Napoli.
Le locali autorità militari americane, completate le pratiche, gli consegnano i documenti e il biglietto del treno per raggiungere Cremona. Contemporaneamente gli sequestrano i 1.200 dollari che aveva raggranellato con il lavoro nel campo di prigionia e gli danno le Am-lire che, tra inflazione e cambio sfavorevole, erodono sensibilmente il capitale accumulato.
Il 5 novembre rientra a Cremona, dopo sei anni di lontananza.

### Il dopoguerra
Riprende il lavoro di pittore e restauratore affiancato anche dal fratello Sergio con il quale esegue vari lavori come la decorazione nella Chiesa dei Camilliani e nel 1947 partecipa all’esecuzione delle decorazioni e stands della 2ª Fiera di Cremona.
Il 28 novembre 1949 contrae nozze con Giuseppina Maria Cazzoni, matrimonio allietato dalla nascita di una figlia e di un figlio.
Negli anni cinquanta lavora per cinque anni con altri due specialisti del ramo e in seguito in autonomia. Collabora con diverse grandi aziende e ditte quali Barilla, Perugina, Sperlari, Piacenza (camion) alla realizzazione di pannelli pubblicitari.
La pittura è praticata in via amatoriale anche nel tempo libero.
Il 20 ottobre 1985, mentre è impegnato al restauro di un affresco in una chiesetta fuori Cremona avverte uno stato di malessere. Il committente lo sollecita ripetutamente a ritornare a casa e in questo stato percorre in auto la ventina di chilometri che lo separano dalla propria abitazione. L’infarto che l’ha colpito lo porta a morte una ventina di minuti dopo essere arrivato a casa. Il medico intervenuto rileva che se Tarquinio fosse stato soccorso e trattato prontamente avrebbe potuto superare le fatali conseguenze.
Molto conosciuto a Cremona, Enzo Tarquinio era stimato per la sua serietà, generosità e modestia e, secondo il fratello Sergio Tarquinio, anche per la sua riservatezza.

## Opera artistica
Enzo Tarquinio è stato un pittore con una vena tutta sua: non segue le mode né le correnti, dipinge con umiltà e passione ciò che vede e di cui apprezza la bellezza. La sua ricerca volge a un disegno schietto, a colori vivaci, a una chiarezza compositiva con l’obiettivo di proporre una subitanea lettura della rappresentazione. L’attenta accuratezza nell’uso dei pennelli concorre a formare una ricchezza di particolari tale da avvicinarlo ad un personale realismo.
La miniatura è il suo forte e i soggetti preferiti sono gli scorci padani con i pioppeti e i cascinali, le barche e i pescatori del Po, le vedute cittadine, composizioni floreali, nature morte, ecc.
I suoi dipinti sono sparsi per il mondo: dalle case americane a quelle dei Paesi del Medio Oriente, ma probabilmente quelli più noti sono i murales realizzati durante la prigionia nel Wyoming: "Rastrellamento di cavalli nel recinto", "Santa Rita da Cascia" e "Scena veneziana", conservati nel Wyoming Pioneer Memorial Museum.
Un’opinione sull’opera è stata espressa dal giornalista Elia Santoro in occasione di una sua esposizione personale: «La pittura di Enzo Tarquinio non cerca né l’effetto, né la provocazione: è pittura serena, tranquilla, che scaturisce dall’intimo contatto dell’artista con la natura, con tutto ciò che lo circonda. Enzo Tarquinio offre generosità e bontà, qualità che si riscontrano in coloro che hanno fatto della vita un dialogo continuo tra realtà e fantasia, tra verità e sogno».

### Premi e riconoscimenti
Vince due volte il 1º premio al Nazionale di Pittura di Caorso nei primi anni settanta e in seguito è premiato con medaglia d’oro a Piacenza e al Cavalet di Cremona.